# 吴方辉
吴方辉（1956年—），江西宜黄人，汉族，中华人民共和国政治人物、第十一届全国人民代表大会江西地区代表。
毕业于西北工业大学焊接专业。担任江西洪都航空工业集团有限公司董事长。2008年起担任全国人大代表。